# The Tulip
 The Tulip es una torre de observación propuesta de 305 metros que se construirá en 20 Bury Street en la City de Londres, adyacente a 30 St Mary Axe, informalmente conocida como The Gherkin (el pepinillo).

## Historia
Los arquitectos del edificio, Foster and Partners, dijeron que está destinado a complementar el Gherkin, cuya propiedad y diseño es del mismo equipo. La torre será una atracción turística sin ningún espacio de oficina. Si se aprueba, la torre será el segundo edificio más alto de Londres. Las obras de construcción podrían comenzar tan pronto como 2020 con una fecha de finalización programada para 2025.
El 19 de noviembre de 2018, se envió la solicitud de planificación a la autoridad de planificación de la Ciudad de Londres. Recibió el rechazo de Historic England y de Historic Places, que argumentaron que la torre impactará las vistas de la Torre de Londres. La Autoridad del Gran Londres expresó «preocupaciones importantes» sobre el diseño. Una encuesta completada por 1011 londinenses en diciembre de 2018 sugirió que dos tercios creían que la torre sería «una adición atractiva al horizonte de Londres».
El comité de planificación y transporte de la ciudad aprobó el plan el 2 de abril de 2019.